# OFK Malženice
OFK Malženice là một câu lạc bộ bóng đá Slovakia, đến từ thị trấn Malženice.

## Màu sắc
Màu sắc của câu lạc bộ là xanh lá cây và trắng.